# 1242 en santé et médecine
| Années de la santé et de la médecine : 1239 - 1240 - 1241 - 1242 - 1243 - 1244 - 1245    |
| Décennies de la santé et de la médecine : 1210 - 1220 - 1230 - 1240 - 1250 - 1260 - 1270 |

Cet article présente les faits marquants de l'année 1242 en santé et médecine.

## Événements

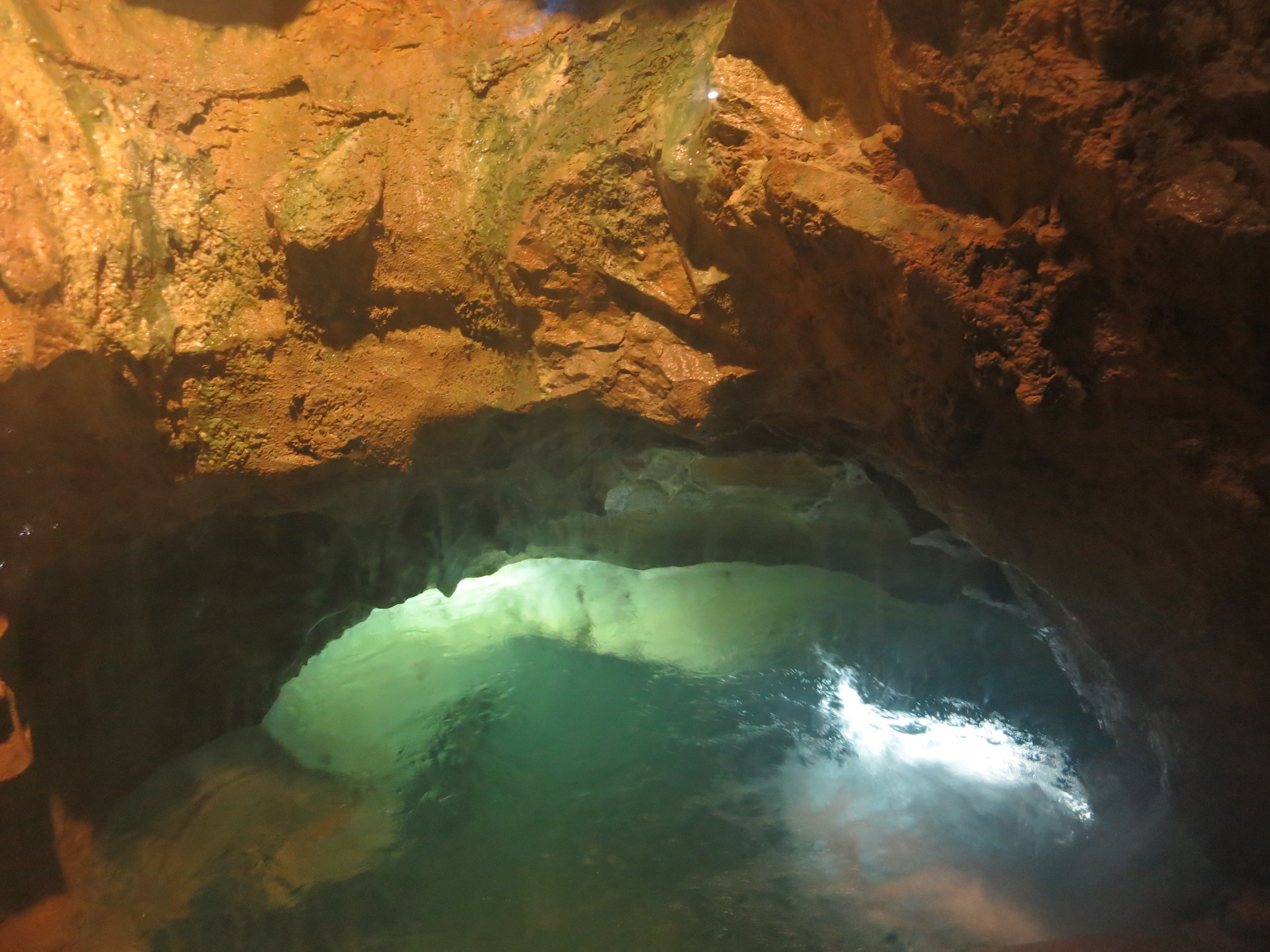
Source thermale des
anciens bains de Pfäfers

- Des experts, parmi lesquels un certain G. Petragoricensis, médecin, sont consultés sur l'état de santé de Raymond VII, comte de Toulouse, qui, « étant gravement malade, au château de Penne, demand[e] d'être relevé des sentences d'excommunication qu'il [a] pu encourir[1] ».
- Guillaume de Modène, légat du pape, décide que tous les hôpitaux de Prusse seront placés sous la direction de l'ordre Teutonique[2].
- Fondation de l'hôtel-Dieu de Lessines (hôpital Notre-Dame à la Rose) dans le comté de Hainaut[3].
- Établissement des bains de Pfäfers, en Suisse, dans l'actuel canton de Saint-Gall, par les moines bénédictins[4].
- Un hôtel-Dieu est attesté à Clermont-Ferrand, en Auvergne[5].

## Publications
- Song Ci, médecin légiste chinois, termine la rédaction du Xi Yuan Ji Lu (« Cas collectés d'injustices réparées »), premier traité de médecine légale[6].
- Ibn Nafis, médecin arabe, achève son commentaire de l'Anatomie du Canon de la médecine d'Avicenne (Al-Shamil fi al-Tibb) où, plus de trois siècles avant la publication du De motu cordis de Harvey, il est le premier à décrire la petite circulation sanguine, ou circulation pulmonaire[7],[8].
- Le médecin et historien damascène Ibn Abi Usaybi'a rédige ses Vies de médecins[9], compilation de plus de quatre cents biographies de savants qui sera publiée en 1245 ou 1246[10].

## Personnalités
- Fl. G. Petragoricensis, médecin ; il examine Raymond VII, comte de Toulouse, gravement malade au château de Penne en Agenois[1].
- Fl. Pierre, médecin à Avignon, Martin, médecin, chanoine de la cathédrale de Troyes, Alberti, barbier à Montpellier et Paulin, barbier et bourgeois de Poitiers[11].
- Vers 1242-1243 : fl. Guillaume Bernardi Dairos, médecin cathare ; il visite des malades à Puylaurens[1].
- 1242-1255 : fl. Pierre, médecin de Jonzac, en Guyenne, pensionné par le roi Henri III[11].